# Brasil no Festival de Veneza

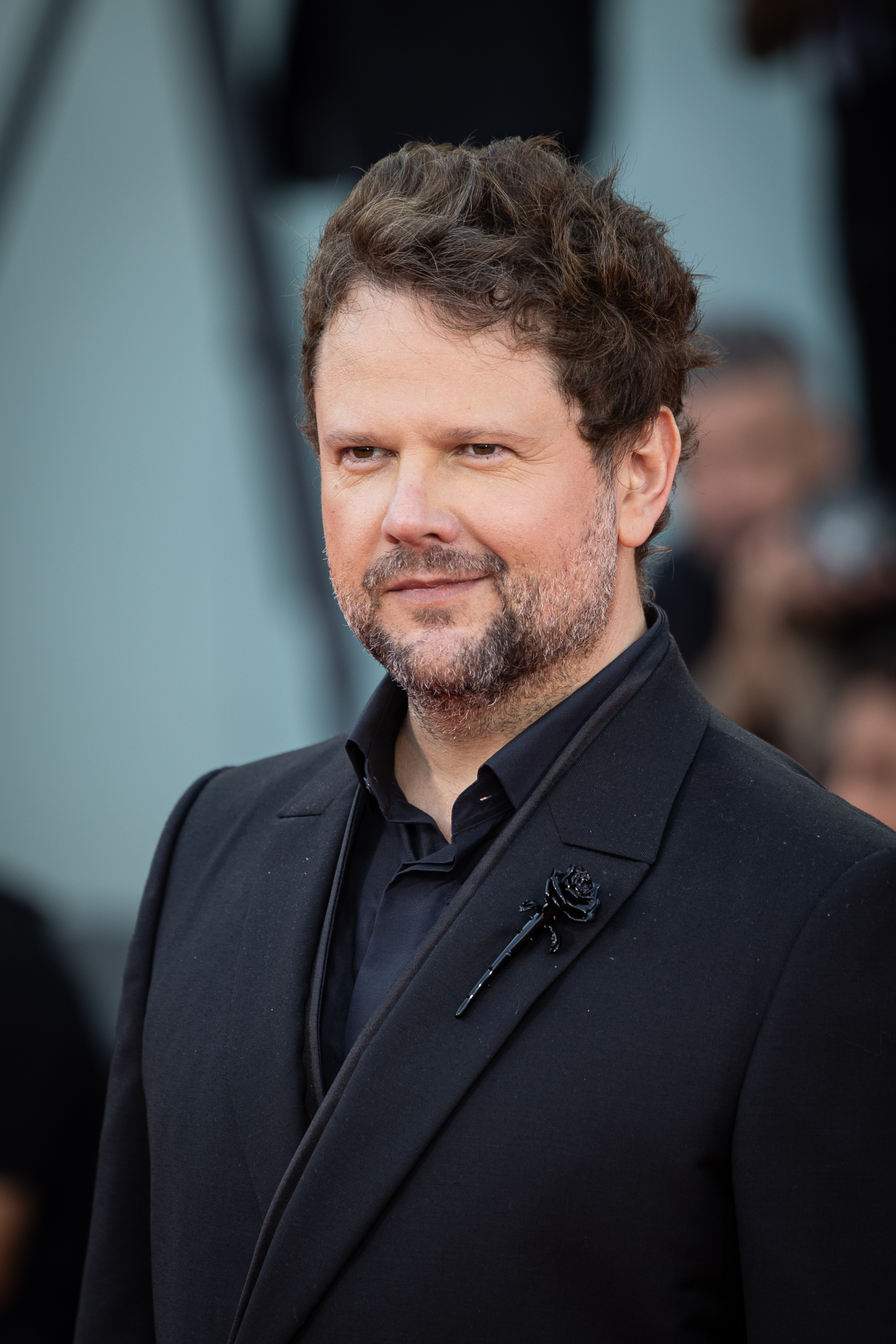
Na imagem, Selton Mello no Festival de Veneza de 2024, durante o lançamento de Ainda Estou Aqui.

O Festival Internacional de Cinema de Veneza é um evento anual de relevancia internaciocial que acontece em Veneza, na Itália. O festival teve sua primeira edição em 1932,  sendo o mais antigo do mundo. Apesar de nunca ter conquistado a honraria maxima do festival, o Leão de Ouro, o Brasil já conquistou outros prêmios do festival. Sendo sua primeira participação em 1936, com o longa O Descobrimento do Brasil.

## Leão de Ouro
| Ano  | Filme                          | Diretor                 | Resultado | Nota                                     |
| ---- | ------------------------------ | ----------------------- | --------- | ---------------------------------------- |
| 1938 | O Descobrimento do Brasil      | Humberto Mauro          | Indicado  |                                          |
| 1953 | Sinhá Moça                     | Tom Payne               | Indicado  |                                          |
| 1955 | Mãos Sangrentas                | Carlos Hugo Christensen | Indicado  |                                          |
| 1980 | A Idade da Terra               | Glauber Rocha           | Indicado  |                                          |
| 1981 | Eles Não Usam Black-tie        | Leon Hirszman           | Indicado  |                                          |
| 1988 | Dedé Mamata                    | Rodolfo Brandão         | Indicado  |                                          |
| 1997 | A Ostra e o Vento              | Walter Lima Jr          | Indicado  |                                          |
| 2001 | Abril Despedaçado              | Walter Salles           | Indicado  |                                          |
| 2019 | Wasp Network - Rede de Espiões | Olivier Assayas         | Indicado  | coprodução com França, Espanha e Bélgica |
| 2024 | Ainda Estou Aqui               | Walter Salles           | Indicado  |                                          |

## Outros Prêmios Oficiais

### Osella de Ouro de Melhor Roteiro
| Ano  | Filme            | Receptor                    | Resultado |
| ---- | ---------------- | --------------------------- | --------- |
| 2024 | Ainda Estou Aqui | Murilo Hauser Heitor Lorega | Venceu    |

### Grande Prêmio Especial do Júri
| Ano  | Filme                   | Receptor      | Resultado |
| ---- | ----------------------- | ------------- | --------- |
| 1981 | Eles Não Usam Black-tie | Leon Hirszman | Venceu    |

## Prêmios Paralelos
- Em 1954, Sinhá Moça de Tom Payne ganha o Leão de Bronze.
- Em 1997, A Ostra e o Vento de Walter Lima Júnior ganha o CinemAvvenire
- Em 2016, Boi Neon de Gabriel Mascaro conquista o Prêmio Especial do Júri na Mostra Orrizonti .
- Em 2019, Babenco - Alguém Tem que Ouvir o Coração e Dizer: Parou de Barbara Paz ganha o prêmio de Melhor Documentário sobre Cinema[3]
- Em 2024, Ainda Estou Aqui de Walter Salles ganha o Troféu Green Drop e o Troféu SIGNIS

- Em 2024, Marianna Brennand ganha o Giornate Degli Autori por Manas[4]